# Teorema de la funció oberta
En matemàtiques hi ha dos teoremes amb el nom de teorema de la funció oberta.

## Anàlisi funcional
En anàlisi funcional, on també es coneix amb el nom de teorema de l'aplicació oberta, el teorema diu quesi {\displaystyle X} i {\displaystyle Y} són espais de Banach i {\displaystyle L:X\to Y} és una aplicació lineal, contínua i exhaustiva, aleshores {\displaystyle L} és una aplicació oberta, és a dir, si {\displaystyle U} és un obert de {\displaystyle X}, aleshores necessàriament {\displaystyle L(U)} també és un obert de {\displaystyle Y}.
La demostració utilitza el teorema de la categoria de Baire.
Aquest teorema de la funció (o aplicació) oberta té dues conseqüències importants:
- Si {\displaystyle L:X\to Y} és un operador lineal continu i bijectiu entre dos espais de Banach {\displaystyle X} i {\displaystyle Y} , aleshores l'operador invers {\displaystyle L^{-1}:Y\to X} també és continu.
- Si {\displaystyle L:X\to Y} és un operador lineal entre dos espais de Banach {\displaystyle X} i {\displaystyle Y} i si per a cada successió {\displaystyle (x_{n})} de {\displaystyle X} tal que {\displaystyle x_{n}\to 0} i tal que {\displaystyle Lx_{n}\to y} es compleix que necessàriament {\displaystyle y=0}, aleshores {\displaystyle L} és continu (teorema de la gràfica tancada).

## Anàlisi complexa
A l'anàlisi complexa, el teorema de la funció oberta diu quesi {\displaystyle \Omega } és un obert connex del pla complex {\displaystyle \mathbb {C} } i {\displaystyle f:\Omega \to \mathbb {C} } és una funció holomorfa no constant, aleshores {\displaystyle f} és una funció oberta, és a dir, que envia oberts de {\displaystyle \Omega } en oberts de {\displaystyle \mathbb {C} }.